# Elgeseter

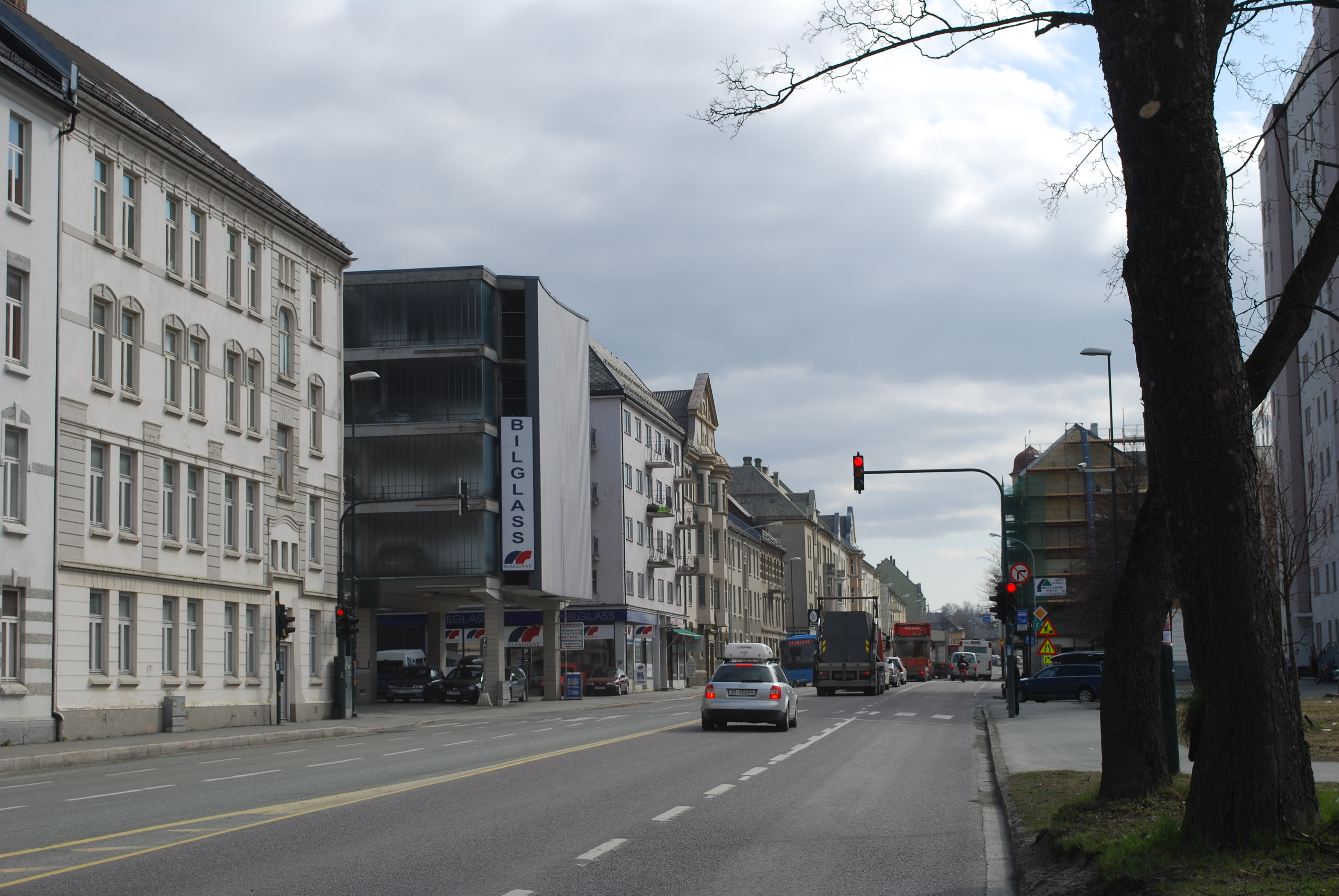
Un carrer prop de la Universitat de Sør-Trøndelag.

Elgeseter és una zona de Trondheim, Noruega situada al sud-est del riu Nidelva, concretament al sud de Midtbyen, a l'est de Nidarø, a l'oest de Singsaker i nord de Lerkendal. El nom prové de Helgeseter, el nom del Priorat de Helgeseter, una abadia agustiniana situat a Elgeseter durant l'edat mitjana.
Elgeseter és el centre de la tecnologia de Trondheim, que alberga l'Hospital Universitari de Sant Olaf, la Universitat Noruega de Ciència i Tecnologia i algunes facultats de la Universitat de Sør-Trøndelag. La zona es divideix en àrees de treballs intensius, en una sèrie d'empreses de tecnologia que es troba a Elgeseter. A més, hi ha alguns habitatges a la zona. A l'extrem sud d'Elgeseter hi ha l'estadi de l'equip noruec Rosenborg BK, el Lerkendal Stadion. Al nord d'Elgeseter hi ha Studentersamfundet, la casa de representació d'estudiants a Trondheim.
La zona és la que compta amb més mitjans de transport de Trondheim. Ja en l'edat mitjana hi havia un pont sobre el riu, i quan el primer ferrocarril de Trondheim, Trondhjem-Størenbanen va ser inaugurat el 1863. Des d'aquest pont s'ha transferit als cotxes l'any 1884, després als tramvies el 1913 i finalment el 1951 s'hi va construir l'actual pont d'Elgeseter. El tramvia de Trondheim tenia una línia a part, d'Elgeseterlinjen, que del 1913 fins al 1983 connectava el centre de la ciutat amb Elgeseter. La ruta europea E06 passa per Elgeseter.